# Инерциальная система отсчёта
Инерциа́льная систе́ма отсчёта (ИСО) — система отсчёта, в которой все свободные тела движутся прямолинейно и равномерно либо покоятся. Существование систем, обладающих указанным свойством, постулируется первым законом Ньютона. Эквивалентное определение, удобное для использования в теоретической механике, звучит: «Инерциальной называется система отсчёта, по отношению к которой пространство является однородным и изотропным, а время — однородным». Экспериментальные факты свидетельствует о наличии систем с убедительной точностью близких к ИСО.
Второй и третий законы Ньютона, а также остальные аксиомы динамики в классической механике формулируются по отношению к инерциальным системам отсчёта. В соответствии с сильным принципом эквивалентности сил гравитации и инертности к инерциальным системам отсчёта также относятся надлежащим образом выбранные локально-инерциальные системы координат.
Термин «инерциальная система» (нем. Inertialsystem) был предложен в 1885 году Людвигом Ланге и означал систему координат, в которой справедливы законы Ньютона. По замыслу Ланге, этот термин должен был заменить понятие абсолютного пространства, подвергнутого в этот период уничтожающей критике. С появлением теории относительности понятие было обобщено до «инерциальной системы отсчёта».

## Свойства инерциальных систем отсчёта
Всякая система отсчёта, движущаяся относительно ИСО равномерно, прямолинейно и без вращения, также является ИСО. Согласно принципу относительности, все ИСО равноправны, и все законы физики инвариантны относительно перехода из одной ИСО в другую. Это значит, что проявления законов физики в них выглядят одинаково, и записи этих законов имеют одинаковую форму в разных ИСО.
Предположение о существовании хотя бы одной ИСО в изотропном пространстве приводит к выводу о существовании бесконечного множества таких систем, движущихся друг относительно друга равномерно, прямолинейно и поступательно со всевозможными скоростями. Если ИСО существуют, то пространство будет однородным и изотропным, а время — однородным; согласно теореме Нётер, однородность пространства относительно сдвигов даст закон сохранения импульса, изотропность приведёт к сохранению момента импульса, а однородность времени — к сохранению энергии движущегося тела.
Если скорости относительного движения ИСО, реализуемых действительными телами, могут принимать любые значения, связь между координатами и моментами времени любого «события» в разных ИСО осуществляется преобразованиями Галилея.
В специальной теории относительности скорости относительного движения
ИСО, реализуемых действительными телами, не могут превышать некоторой конечной скорости «c» (скорость распространения света в вакууме), и связь между координатами и моментами времени любого «события» в разных ИСО осуществляется преобразованиями Лоренца.

## Связь с реальными системами отсчёта
Абсолютно инерциальные системы представляют собой математическую абстракцию и в природе не существуют. Однако существуют системы отсчёта, в которых относительное ускорение достаточно удалённых друг от друга тел (измеренное по эффекту Доплера) не превышает 10−10 м/с², например, Международная небесная система координат в сочетании с Барицентрическим динамическим временем дают систему, относительные ускорения в которой не превышают 1,5⋅10−10 м/с² (на уровне 1σ). Точность экспериментов по анализу времени прихода импульсов от пульсаров, а вскоре — и астрометрических измерений, такова, что в ближайшее время должно быть измерено ускорение Солнечной системы при её движении в гравитационном поле Галактики, которое оценивается в {\displaystyle 2\cdot 10^{-10}} м/с².
С разной степенью точности и в зависимости от области использования инерциальными системами можно считать системы отсчёта, связанные с: Землёй, Солнцем, неподвижные относительно звёзд.

## Геоцентрическая инерциальная система координат

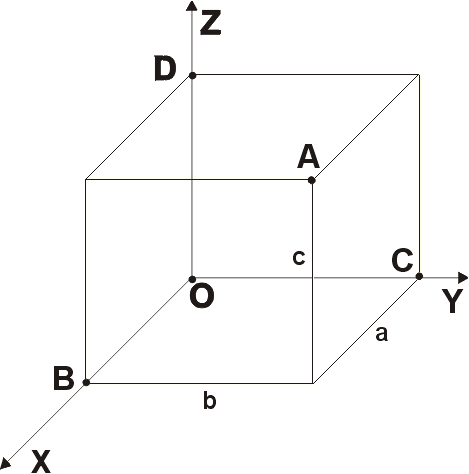
Рис. 1

Применение Земли в качестве ИСО, несмотря на приближённый его характер, широко распространено в навигации. Инерциальная система координат, как часть ИСО строится по следующему алгоритму. В качестве точки O — начала координат выбирается центр земли в соответствии с принятой её моделью. Ось z совпадает с осью вращения земли. Оси x и y находятся в экваториальной плоскости. Следует заметить, что такая система не участвует во вращении Земли.